# Opificio Motta
L'Opificio Motta è  un'importante industria tessile nata all'inizio del XIX secolo nella Val Gandino, valle laterale della Valle Seriana. La sede produttiva era in comune di Casnigo, Cazzano Sant'Andrea e Gandino
Nella prima metà del 1800 produceva organzini di seta come dà documento storico del 1818 (vedi Fondazione per la storia economica e sociale di Bergamo) e museo del tessile di Leffe.
Nel 1850,con la costituzione del Lanificio Motta seguendo i mutamenti del mercato, iniziò la produzione di panno di lana con la ciodera in dialetto bergamasco (donata al museo della basilica di Gandino) proseguendo con la lavorazione di cotone fino alla definitiva chiusura nel 1946.